# Anchoa lucida
Anchoa lucida е вид лъчеперка от семейство Engraulidae. Видът е незастрашен от изчезване.

## Разпространение и местообитание
Разпространен е в Гватемала, Еквадор, Колумбия, Коста Рика, Мексико, Никарагуа, Панама, Перу, Салвадор и Хондурас.
Среща се на дълбочина от 0,3 до 22 m, при температура на водата от 21,3 до 25,1 °C и соленост 33,5 – 34,2 ‰.

## Описание
На дължина достигат до 13,2 cm.